# Justin Timberlake
Justin Randall Timberlake (Memphis, 31 gennaio 1981) è un cantautore, ballerino, attore e produttore discografico statunitense.
Ha cominciato la sua carriera partecipando al talent show Star Search e poco dopo al programma per ragazzi Mickey Mouse Club, con alcune sue colleghe come Christina Aguilera e Britney Spears. Raggiunse però la notorietà come membro della boyband NSYNC a fine anni novanta, esperienza che terminò nel 2002 quando la band si sciolse. Lo stesso anno, Timberlake pubblicò il suo primo disco da solista, Justified, che gli fece vincere 2 Grammy Awards.
Nel 2005 debutta sul grande schermo grazie al ruolo di Joshua Pollack nel thriller Edison City e collabora con il rapper Snoop Dogg al brano Signs. L'anno seguente pubblica il suo secondo disco da solista, il fortunato FutureSex/LoveSounds grazie al quale vince ben 4 Grammy Awards. Inoltre, recita nella pellicola di Nick Cassavetes, Alpha Dog.
Nel 2007 parte per un lungo tour, il FutureSex/LoveShow, per promuovere il disco e collabora con alcuni artisti tra cui 50 Cent, Nelly Furtado e Timbaland. A partire dal 2008 prende una pausa quasi totale dal mondo della musica, prendendo solamente parte ad alcune collaborazioni tra cui si ricordano quella con Madonna per il brano 4 Minutes, con T.I. per Dead and Gone e con Ciara per Love Sex Magic. In tale periodo si dedica alla recitazione, diventando protagonista e doppiatore di vari film, tra cui Shrek terzo, Black Snake Moan, Amici di letto, In Time, Di nuovo in gioco e i pluricandidati all'Oscar The Social Network, A proposito di Davis e Trolls.
Dopo 7 anni di assenza dalla scena musicale, a marzo 2013, pubblica il suo terzo album in studio The 20/20 Experience, anticipato dal singolo Mirrors e seguito da una seconda parte, The 20/20 Experience 2 of 2, pubblicata nel settembre 2013. Nonostante il lungo periodo di silenzio, entrambi gli album si rivelano dei successi, tanto da fargli vincere 3 Grammy Awards e da farlo inserire nella lista delle 100 persone più influenti stilata dal settimanale Time. Torna poi nel 2018 con l'album Man of the Woods.
Ad aprile 2020, Timberlake ha venduto più di 150 milioni di dischi su scala globale.
Nel 2014 partecipa inoltre a Love Never Felt So Good, brano di Michael Jackson inciso nel 1983 e pubblicato come primo singolo dell'album postumo Xscape.

## Biografia
Justin Timberlake, figlio unico di Randall Timberlake e Lynn Bomar, nasce il 31 gennaio 1981 a Memphis, Tennessee, ma cresce a Shelby Forest (una piccola comunità situata tra Memphis e Millington). I suoi genitori divorziarono quando lui aveva 2 anni. Ha due fratellastri, Jonathan e Steven Robert, figli di Randall e della sua seconda moglie Lisa. Aveva anche una sorellastra, Lura Katherine, morta poco dopo la nascita. La sua prima apparizione è stata al programma televisivo Star Search all'età di 11 anni. Si presentò con il suo doppio nome, Justin Randall, e interpretò alcune canzoni country. Nel 1993 entra nel cast del Mickey Mouse Club insieme ad alcune future star: Britney Spears, Christina Aguilera, JC Chasez e Ryan Gosling. Il programma chiude nel 1994. L'anno seguente Timberlake e Chasez si incontrano nuovamente e decidono di formare una boyband.

### Esordi con gli 'N Sync
Nel 1996 gli 'N Sync iniziano la carriera in Europa e arrivano negli Stati Uniti nel 1998 con il loro album di debutto, *NSYNC, pubblicato per la RCA, che vendette 11 milioni di copie. Nel 1998 Timberlake ha debuttato come attore nel film di Disney Channel, Model Behavior, e nello stesso anno ha partecipato insieme agli altri componenti del gruppo all'incisione del loro secondo album, di genere natalizio, intitolato Home for Christmas. Dopo la forte rottura con Lou Pearlman, il gruppo ha abbandonato la RCA e ha firmato un contratto con la Jive Records e ha pubblicato nel marzo 2000 No Strings Attached, disco che ha bissato il successo di vendite del precedente. Il quarto e ultimo album prodotto dal gruppo è Celebrity, che ha ottenuto un discreto successo di vendite.
Il 7 settembre 2001 il gruppo partecipa come ospite al concerto organizzato per celebrare i 30 anni di carriera solista di Michael Jackson, tenutosi al Madison Square Garden. Gli N'Sync si esibiscono insieme ai Jacksons (incluso Jermaine) nel brano Dancing Machine.
Nel 2002 dopo l'uscita del terzo singolo estratto dall'album, la band si scioglie; nello stesso periodo, il cantante aveva già iniziato a lavorare sul suo primo progetto come solista.

### 2000-2005: il debutto solista conJustified, il primo tour mondiale e il debutto sul grande schermo

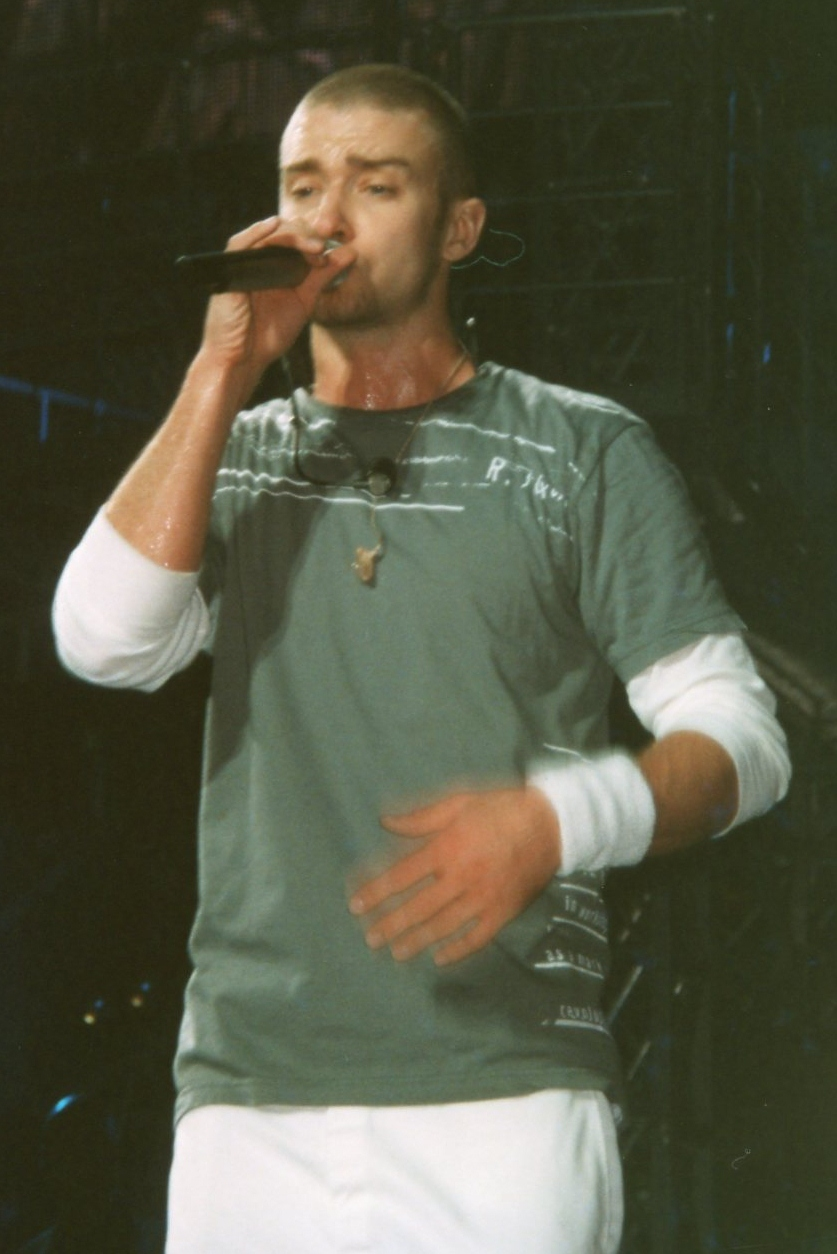
Justin Timberlake al Justified World Tour 2003

Nell'agosto 2002 ha presentato agli MTV Video Music Awards il suo primo singolo, Like I Love You prodotto dai The Neptunes. La canzone ha raggiunto ottimi risultati di vendita aumentando la notorietà internazionale del cantante.
Il singolo ha anticipato l'uscita del primo disco dell'artista, Justified, che è stato pubblicato il 5 novembre 2002, conquistando la vetta delle classifiche di Irlanda e Regno Unito e ottenendo ottimi risultati anche in altri paesi. L'album è caratterizzato da sonorità R&B ed hip-hop grazie alla partecipazione al progetto di produttori come i Neptunes e Timbaland.
Il secondo singolo estratto dall'album è il noto brano Cry Me a River, che consacrò il successo del cantante scalando le classifiche mondiali; il terzo singolo è Rock Your Body che si conferma anch'essa forte nelle classifiche.
 Per la promozione del disco, nel 2003 sono stati estratti anche i singoli Señorita e I'm Lovin' It, utilizzata per la campagna pubblicitaria della nota azienda McDonald's. Ha inoltre collaborato con i Black Eyed Peas per il noto brano Where Is the Love?, brano che ha consacrato il successo del noto gruppo hip hop e consolidato la fama del giovane cantante. Ha posato seminudo in un servizio fotografico per Rolling Stone, apparendo a torso nudo sulla copertina del numero di gennaio 2003.
Sempre nello stesso anno è partito il suo primo tour mondiale da solista, il Justified World Tour. Nell'estate 2003 ha girato gli Stati Uniti con il Justified & Stripped Tour, eseguito insieme alla sua amica e collega di vecchia data Christina Aguilera. Per promuovere il tour, i due hanno inciso l'EP Justin & Christina. Nello stesso periodo ha interpretato il brano Love Don't Love Me per la colonna sonora del film Bad Boys 2. Inoltre, il rapper Nelly lo chiama a collaborare al brano Work It, primo singolo estratto dall'album Nellyville.
Il 30 luglio 2003 si esibisce sul palco con i Rolling Stones al Toronto Rocks, mentre nel febbraio 2004 è stato scelto come artista musicale per esibirsi durante l'halftime show del Super Bowl XXXVIII, in onda sulla CBS. In questa occasione ha attirato l'attenzione dei media internazionali per aver scoperto il seno della cantante Janet Jackson, insieme alla quale si era esibito, riferendo in seguito che si era trattato di un incidente, definendolo un "malfunzionamento del guardaroba" ("wardrobe malfunction"). A causa di questo fatto, sia Timberlake che la Jackson furono banditi dall'edizione 2004 dei Grammy Awards a meno di pubbliche scuse. In seguito alle scuse, l'artista ha partecipato all'edizione di quell'anno del noto premio musicale aggiudicandosi due titoli: quello per il "Best Pop Vocal Album" per Justified e come "Best Male Pop Vocal Performance" per Cry Me a River. Era anche stato nominato nelle categoria "Album of the Year" per Justified, "Record of the Year" per Cry Me a River, e "Best Rap/Sung Collaboration" per Where Is the Love?.
In quello stesso periodo è apparso nei panni di se stesso in due episodi della dodicesima e tredicesima stagione della serie Fox I Simpson, mentre nel 2004 la ABC lo ha incaricato di scrivere la sigla dei programmi dedicati all'NBA.
In seguito al grande successo del suo esordio discografico in qualità di solista, si è dedicato interamente alla carriera d'attore. Tra i numerosi ruoli interpretati, ha impersonato un giornalista nel thriller Edison City; negli anni a seguire ha recitato in Alpha Dog di Nick Cassavetes, Black Snake Moan di Craig Brewer e Southland Tales - Così finisce il mondo di Richard Kelly. Ha prestato la voce ad un giovane Re Artù nel film campione di incassi Shrek terzo e ha interpretato un giovane Elton John nel video di un brano dell'artista, This Train Don't Stop There Anymore. All'inizio del 2005 è stato chiamato dal rapper Snoop Dogg per partecipare al singolo Signs. Ha inoltre collaborato una seconda volta con i Black Eyed Peas in My Style.

### 2006-2007:FutureSex/LoveSounds
Nel 2006 ha lavorato alla preparazione del suo secondo album, FutureSex/LoveSounds, uscito il 12 settembre 2006 per l'etichetta discografica Jive Records. Tra i produttori di questo lavoro spiccano nuovamente Timbaland, che aveva già lavorato con l'artista per il suo disco di debutto, Danja, will.i.am, Rick Rubin e lo stesso Timberlake. Il primo singolo tratto dal disco, SexyBack, è stato presentato agli MTV Video Music Awards 2006 ed è rimasto al vertice della Billboard Hot 100 per sette settimane, raggiungendo la vetta di altre numerose classifiche di vendita mondiali. Anche My Love, secondo singolo in collaborazione con T.I., e What Goes Around... Comes Around, terzo singolo, hanno raggiunto eccellenti risultati di vendita. Nel novembre del 2006 ha condotto in diretta mondiale da Copenaghen gli MTV Europe Music Awards; nello stesso anno è stato ospite speciale al Victoria's Secret Fashion Show, mentre nel gennaio 2007 è partito il FutureSex/LoveShow, tour di 90 date.

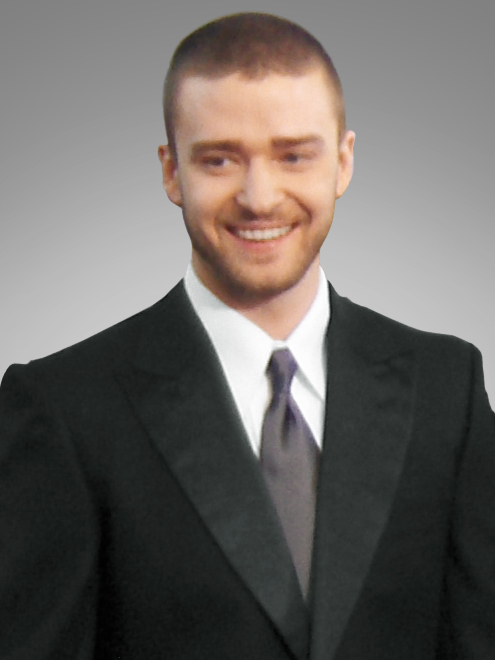
Justin Timberlake ai Golden Globe 2007

La promozione del suo secondo lavoro di inediti è proseguita con l'uscita come singoli dei brani LoveStoned/I Think She Knows e Summer Love. Tutti questi lavori hanno ottenuto, come i precedenti, un buon successo di mercato.
Spinto dal successo dei brani che ne sono stati tratti, anche il disco ha ottenuto grandi risultati di vendite, scalando le classifiche mondiali.
In quello stesso periodo ha prodotto diversi brani dell'album Good Girl Gone Bad di Rihanna.
Nel 2007, all'attività di cantante ha affiancato quella di produttore: fonda la Justin Timberlake Foundation allo scopo di sostenere l'educazione musicale nelle scuole e fornire assistenza nel campo della musica. Si occupa anche di filantropia tenendo un discorso alla Conferenza di Filantropia Giovanile di Hillary Clinton, presso la Casa Bianca.
Sempre nel 2007 ha partecipato all'incisione del brano Give It to Me per l'album di Timbaland, Timbaland Presents: Shock Value, duettando con Timbaland e Nelly Furtado. La canzone è stata pubblicata come singolo ottenendo parecchi consensi.
Ha poi collaborato con i Duran Duran per il loro album Red Carpet Massacre e nello stesso mese, il 23 novembre, è stata pubblicata una versione deluxe dell'album FutureSex/LoveSounds contenente i remix di SexyBack, Saxy Ladies e Until the End of Time rispettivamente in collaborazione con Missy Elliott, 50 Cent e Beyoncé, più un DVD contenente i video musicali dei singoli di FutureSex/LoveSounds con i rispettivi making of e alcune delle performance più significative eseguite durante la promozione dell'album. Dall'album viene estratto Until the End of Time nella versione remix con Beyoncé e anch'esso ottiene discreti risultati di vendita.
Il successo del suo secondo disco e dei singoli che ne sono stati tratti è sfociato nella vittoria di altri quattro Grammy Award: come "Best Dance Recording" per SexyBack e come "Best Rap/Sung Collaboration" per My Love nel 2006 e nelle categorie "Best Male Pop Vocal Performance" per What Goes Around... Comes Around e "Best Dance Recording" per LoveStoned/I Think She Knows, nell'edizione svoltasi nel 2007.

### 2008-2012: l'attività di produttore e l'assenza dalle scene musicali

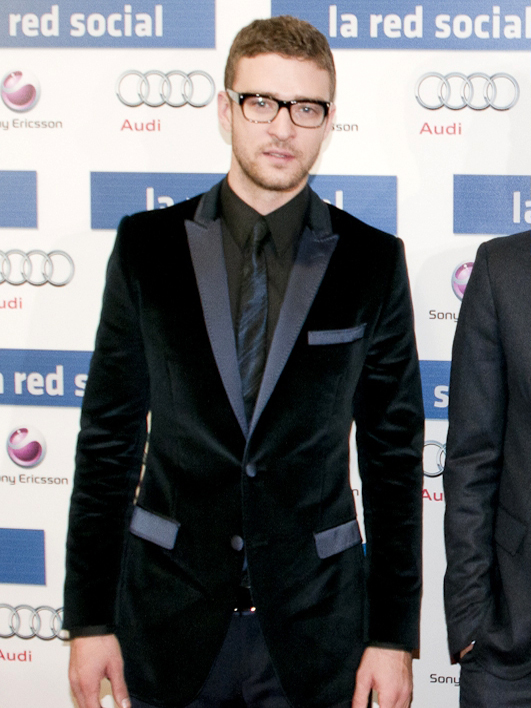
Justin Timberlake alla prima di The social network a Madrid nel 2010

Nel 2008 è uno dei produttori dell'undicesimo album di Madonna, Hard Candy, partecipando anche all'incisione del singolo di lancio del disco, 4 Minutes, nel quale ha collaborato, oltre che con Madonna, anche con Timbaland, suo storico produttore.
Ha proseguito anche la carriera di attore con la commedia di Mike Myers Love Guru, con Jessica Alba, e con il dramma di Mike Meredith Open Road - La strada per ricominciare. Nel novembre 2008 ha girato un video parodia della canzone Single Ladies (Put a Ring on It) di Beyoncé trasmessa dal Saturday Night Live.
A fine 2008 ha collaborato con Rihanna nel singolo Rehab, e ad inizio 2009 con Ciara in Love Sex Magic. Ha poi collaborato anche con T.I. nella canzone Dead and Gone, che ha raggiunto il secondo posto della Billboard Hot 100.
Il 21 aprile 2009 ha esordito su MTV la serie di reality show The Phone di cui è produttore esecutivo. Nel 2009 ha partecipato, nelle consuete vesti di produttore, agli album Echo di Leona Lewis, Outta Here di Esmée Denters e Rated R di Rihanna.
Nel 2010 è stata pubblicata la prima raccolta di remix del cantante, Essential Mixes. Prende parte al film di David Fincher, The Social Network in cui interpreta Sean Parker, cofondatore di Napster, e negli anni seguenti ad alcune commedie, tra cui Amici di letto con Mila Kunis e Bad Teacher - Una cattiva maestra con Cameron Diaz, e ai film In Time con Amanda Seyfried e Di nuovo in gioco con Clint Eastwood e Amy Adams.

### 2013-2017: il ritorno alla musica conThe 20/20 Experiencee duetto postumo con Michael Jackson

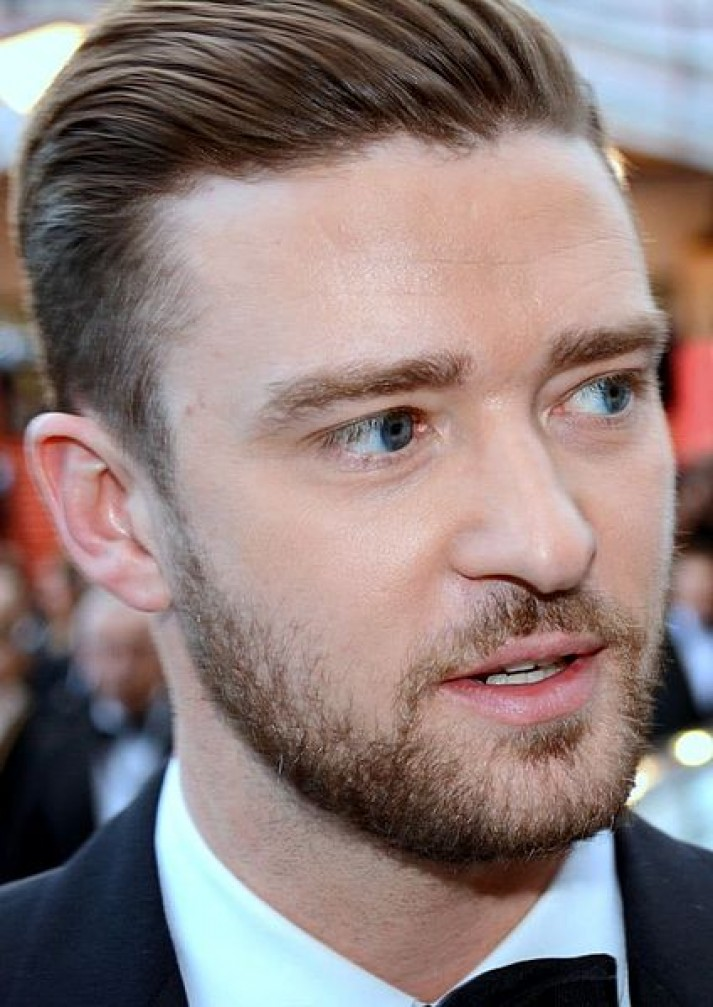
Justin Timberlake al Festival di Cannes 2013

Agli inizi del 2013 venne pubblicata la notizia che il cantante stesse lavorando ad un nuovo progetto discografico. In poche settimane sono state svelate molte informazioni sul nuovo disco e il 14 gennaio è uscito il suo singolo apripista, Suit & Tie in collaborazione con Jay-Z. Come secondo singolo esce Mirrors con relativo video l'11 febbraio 2013. Entrambi i singoli ottengono eccellenti risultati in classifica. A marzo esce il terzo album del cantante, The 20/20 Experience, riuscendo a vendere oltre 900 000 copie durante la prima settimana diventando così il debutto migliore dell'anno nonostante la sua assenza di 7 anni dalle scene musicali. Nel maggio 2013 viene comunicato che l'album avrebbe avuto un seguito; a settembre dello stesso anno esce The 20/20 Experience 2 of 2. Lo stesso mese partecipa al Festival di Cannes per promuovere il film A proposito di Davis diretto dai fratelli Coen. Il 10 luglio 2013 viene pubblicato il terzo singolo Tunnel Vision che però non ottiene i risultati sperato a causa del video definito "troppo esplicito" e viene pubblicato Holy Grail, primo singolo dell'album Magna Carta... Holy Grail di Jay Z, in collaborazione con il rapper. Pochi giorni dopo parte per il Legends of the Summer, un mini tour insieme a Jay Z, della durata di un mese, facendo tappa in alcune località degli Stati Uniti, del Canada e del Regno Unito.
Nell'agosto 2013, durante gli MTV Video Music Awards 2013 riceve il prestigioso Michael Jackson Video Vanguard Award e presenta Take Back the Night, singolo apripista della seconda parte di The 20/20 Experience. A novembre parte per il The 20/20 Experience World Tour che durerà fino alla fine del 2014. Il secondo singolo estratto è TKO seguito dalla ballad Not a Bad Thing. Sempre nel 2013 partecipa alla pellicola Runner, Runner insieme a Ben Affleck.
All'edizione 2014 dei Grammy Awards vince 3 premi: "Best Rap/Sung Collaboration" con Holy Grail, "Best Music Video" con Suit & Tie e "Best R&B Song" con Pusher Love Girl.
A maggio 2014 viene annunciato che avrebbe preso parte a Love Never Felt So Good, il singolo di lancio dell'album postumo Xscape di Michael Jackson. Del brano, è stata registrata una demo nel 1983 ed è stato poi riarrangiato da Timbaland. Timberlake, insieme a Rich Lee, è anche il regista del video musicale.
Il 6 maggio 2016 viene pubblicato il suo nuovo singolo da solista, intitolato Can't Stop the Feeling!, una canzone adatta per il film d'animazione della DreamWorks, Trolls (oltre di essere il doppiatore originale del personaggio Branch). Il 14 maggio 2016 Timberlake è ospite all'Eurovision Song Contest 2016 di Stoccolma e si è esibito con un medley: Rock Your Body e Can't Stop the Feeling. All'edizione 2017 dei Grammy Awards vince il premio: "Best Song Written for Visual Media" proprio per Can't Stop the Feeling!, raggiungendo quota 10 Grammy Awards vinti in carriera. Il singolo si conferma inoltre il più venduto del 2016 a livello globale.

### 2018-presente:Man of the Woodse altre attività

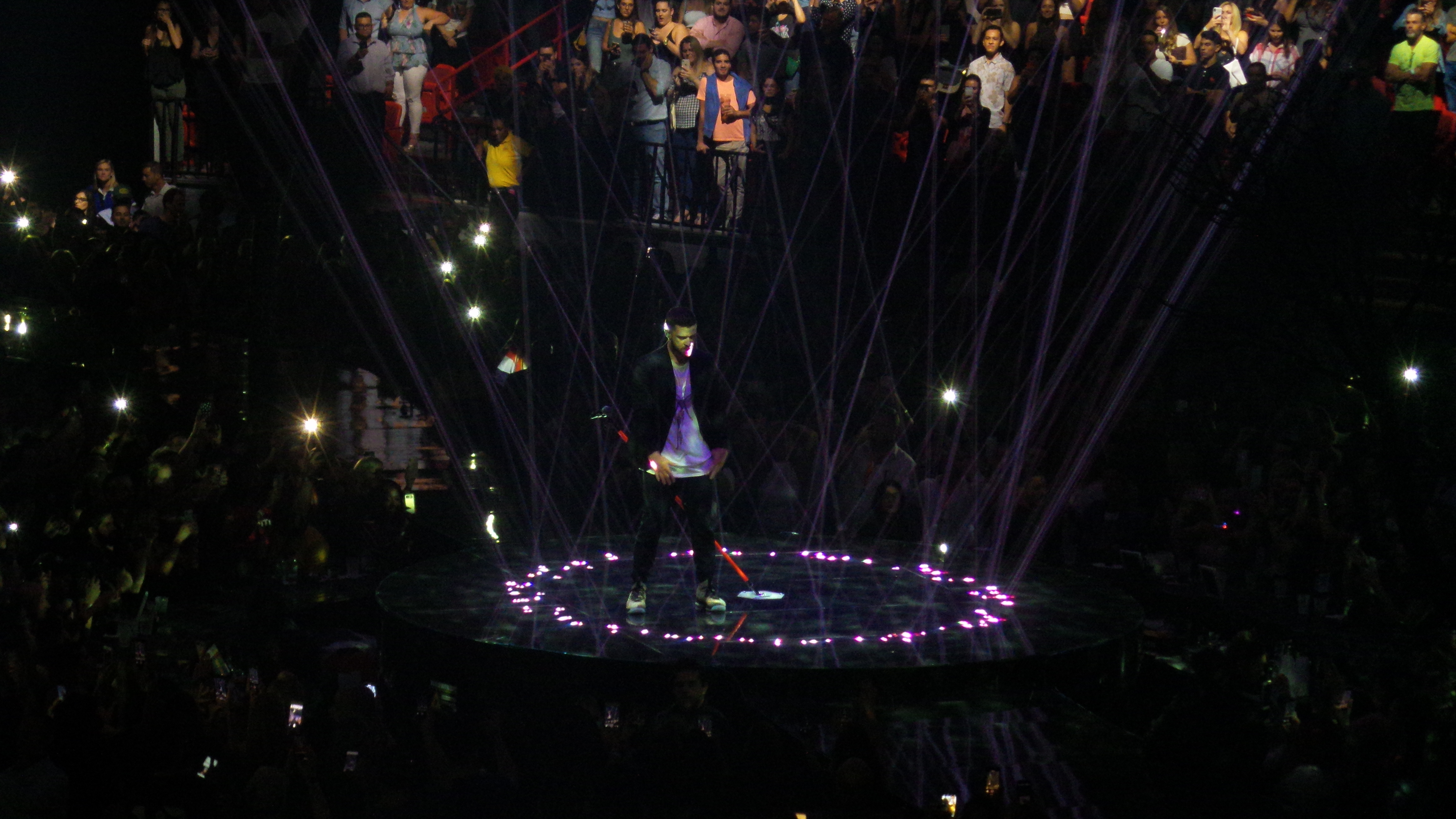
Justin Timberlake mentre si esibisce al Man of the Woods Tour a Miami il 18 maggio 2018

Il 5 gennaio 2018 esce il singolo Filthy, che anticipa l'uscita del quinto album in studio Man of the Woods, pubblicato il 2 febbraio dello stesso anno. Il 19 gennaio è uscito Supplies, secondo estratto dall'album mentre il 26 gennaio è uscito Say Something in collaborazione con il cantante country Chris Stapleton, terzo estratto dall'album che ha superato il successo dei due predecessori. Due giorni dopo l'uscita dell'album, il 4 febbraio, Timberlake si esibisce come artista principale durante l'halftime show del Super Bowl LII. Il 3 luglio 2018 pubblica il singolo Soulmate.
Collabora con il rapper Meek Mill per il brano Believe uscito a marzo del 2019. Nel dicembre 2020 collabora con il cantante Ant Clemons nel singolo Better Days. Quest'ultimo brano viene cantato dai due interpreti durante la cerimonia di insediamento del 46º presidente degli Stati Uniti Joe Biden. Nel 2022 realizza collaborazioni con altri artisti: il singolo Stay with Me con Calvin Harris, Halsey e Pharrell Williams e Sin fin con Romeo Santos, oltre a confermare di essere al lavoro su un nuovo album.

## Vita privata
Dal 1998 al 2002, durante il periodo di attività con gli 'N Sync, ha avuto una relazione sentimentale con la cantante Britney Spears, conosciuta anni prima durante il Mickey Mouse Club. La relazione fu particolarmente tormentata e bersagliata dalla stampa scandalistica, tanto che Timberlake scrisse poi per la ex uno dei suoi pezzi più famosi: Cry Me a River.
Dal 2003 al 2006 è stato il compagno di Cameron Diaz, più grande di nove anni.
Nel 2007 inizia una relazione con l'attrice Jessica Biel; i due si sposano il 19 ottobre 2012 a Borgo Egnazia, nota struttura di Savelletri, frazione del comune di Fasano, in Puglia e l'11 aprile 2015 nasce Silas Randall Timberlake. Nel 2020 nasce il secondo figlio di nome Phineas.
Timberlake soffre di disturbo ossessivo-compulsivo e della sindrome da deficit di attenzione e iperattività.
È tifoso dei Green Bay Packers.
.

## Controversie
Poco dopo la mezzanotte del 18 giugno 2024, Timberlake è stato arrestato a Sag Harbor per guida in stato di ebbrezza, venendo poi imputato in tribunale e dichiarandosi colpevole.

## Discografia

### Da solista
- 2002 – Justified
- 2006 – FutureSex/LoveSounds
- 2013 – The 20/20 Experience
- 2013 – The 20/20 Experience 2 of 2
- 2018 – Man of the Woods
- 2024 – Everything I Thought It Was

### Con gli NSYNC
- 1997 – *NSYNC
- 1998 – Home for Christmas
- 1999 – The Winter Album
- 2000 – No Strings Attached
- 2001 – Celebrity

## Tournée
- 2003 – Justified & Stripped Tour (con Christina Aguilera)
- 2003/04 – Justified World Tour
- 2007 – FutureSex/LoveShow
- 2013 – Legends of the Summer (con Jay-Z)
- 2013/15 – The 20/20 Experience World Tour
- 2018/19 – Man of the Woods Tour
- 2025 – The Forget Tomorrow World Tour

## Riconoscimenti
Timberlake ha vinto numerosi premi nel corso della sua carriera. Ecco i principali:
Grammy Awards
- 2004: Best Pop Vocal Album per Justified
- 2004: Best Male Pop Vocal Performance per Cry Me A River
- 2007: Best Rap/Sung Collaboration per My Love (featuring T.I.)
- 2007: Best recording per SexyBack
- 2008: Best Male Pop Vocal Performance per What Goes Around... Comes Around
- 2008: Best Dance Recording per LoveStoned
- 2014: Best R&B Song per Pusher Love Girl
- 2014: Best Rap/Sung Collaboration per Holy Grail (Jay-Z featuring Justin Timberlake)
- 2014: Best Music Video per Suit & Tie
- 2017: Best Song Written for Visual Media per Can't Stop The Feeling

- iHeart Radio Music Awards
  - Innovator Award

— 2014
- Billboard Music Awards
  - Top Artist
  - Top Male Artist
  - Top Billboard 200 Artist
  - Top Radio Songs Artist
  - Top R&B Artist
  - Top Billboard 200 Album per The 20/20 Experience
  - Top R&B Album per The 20/20 Experience
- People's Choice Awards
  - Favorite Album per The 20/20 Experience
  - Favorite Male Artist
  - Favorite R&B Artist

— 2013
- American Music Award
  - Favorite Pop/Rock Male Artist
  - Favorite Soul/R&B Male Artist
  - Favorite Soul/R&B Album per The 20/20 Experience
- MTV Video Music Awards
  - Michael Jackson Vanguard Award
  - Video Of The Year per Mirrors
  - Best Editing per Mirrors
  - Best Direction per Suit & Tie

— 2011
- Emmy Awards
  - Outstanding Original Music and Lyrics: Saturday Night Live

— 2010
- Hollywood Film Festival
  - Ensemble of the Year per The Social Network

— 2009
- Emmy Awards
  - Outstanding Guest Actor in a Comedy Series: Saturday Night Live

— 2008
- NRJ Music Awards
  - Best International Male Artist

— 2007
- Emmy Awards
  - Outstanding Original Music and Lyrics: Saturday Night Live
- American Music Awards
  - Favorite Pop/Rock Male Artist
  - Favorite Pop/Rock Album per FutureSex/LoveSounds
  - Favorite Soul/R&B Album per FutureSex/LoveSounds
- BRIT Awards
  - International Male Solo Artist
- MTV Video Music Awards
  - Male Artist Of The Year
  - Quadruple Threat Of The Year
  - Best Choreography In A Video per My Love
  - Best Director per What Goes Around... Comes Around
- World Music Awards
  - World's Best Selling American Artist
  - World's Best Selling Pop Male Artist

— 2006
- MTV Europe Music Awards
  - Best Male
  - Best Pop

— 2004
- BRIT Awards
  - International Male Solo Artist
  - International Album
- American Music Awards
  - Favorite Pop/Rock Album per Justified

— 2003
- MTV Video Music Awards
  - Best Pop Video per Cry Me A River
  - Best Male Video per Cry Me A River
  - Best Dance In A Video per Rock Your Body
- MTV Europe Music Awards
  - Best Male
  - Best Pop
  - Best Album per Justified
- Billboard Music Awards
  - Top New Pop Artist
  - Top Hot Mainstream Top 40 Artist
  - Top Hot Dance Club Play Artist

## Filmografia

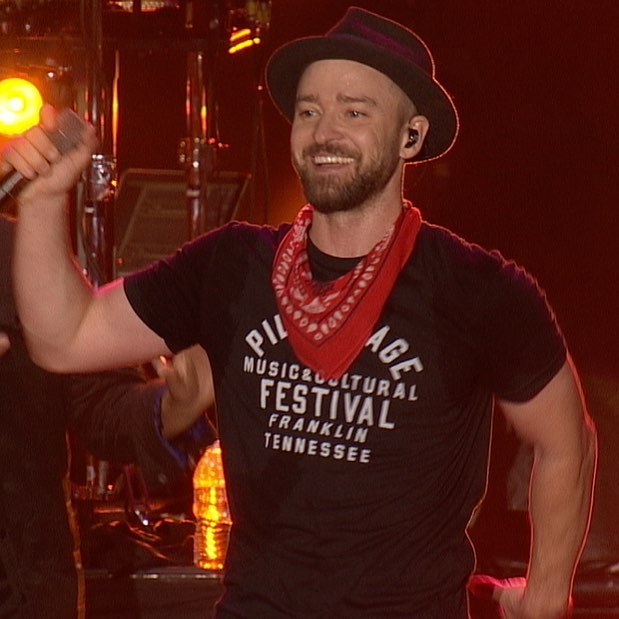
Justin Timberlake al Pilgrimage Music & Cultural Festival nel 2017

### Attore

#### Cinema
- Edison City (Edison), regia di David Burke (2005)
- Alpha Dog, regia di Nick Cassavetes (2006)
- Black Snake Moan, regia di Craig Brewer (2006)
- Southland Tales - Così finisce il mondo (Southland Tales), regia di Richard Kelly (2007)
- Love Guru, regia di Marco Schnabel (2008)
- Open Road - La strada per ricominciare (The Open Road), regia di Michael Meredith (2009)
- The Social Network, regia di David Fincher (2010)
- Bad Teacher - Una cattiva maestra (Bad Teacher), regia di Jake Kasdan (2011)
- Amici di letto (Friends with Benefits), regia di Will Gluck (2011)
- In Time, regia di Andrew Niccol (2011)
- Di nuovo in gioco (Trouble with the Curve), regia di Robert Lorenz (2012)
- A proposito di Davis (Inside Llewyn Davis), regia di Joel ed Ethan Coen (2013)
- Runner, Runner, regia di Brad Furman (2013)
- Vite da popstar (Popstar: Never Stop Never Stopping), regia di Akiva Schaffer e Jorma Taccone (2016)
- La ruota delle meraviglie - Wonder Wheel (Wonder Wheel), regia di Woody Allen (2017)
- Palmer, regia di Fisher Stevens (2021)
- Reptile , regia di Grant Singer (2023)
- Piece by Piece, regia di Morgan Neville (2024)

#### Televisione
- Il club di Topolino (The All-New Mickey Mouse Club) – programma TV (1993-1994)
- Sabrina, vita da strega (Sabrina, the Teenage Witch) – serie TV, episodio 3x15 (1999)
- Il tocco di un angelo (Touched by an Angel) – serie TV, episodio 6x07 (1999)
- Sesamo apriti (Sesame Street) – sketch comedy, episodio 31x62 (2000)
- Model Behavior - Una passerella per due (Model Behavior), regia di Mark Rosman – film TV (2000)
- Saturday Night Live – sketch comedy, 17 episodi (2000-2013)
- The Last Dance – docuserie (2020)
- Candy - Morte in Texas (Candy) – miniserie TV, episodi 1x04-1x05 (2022)

### Doppiaggio
- Branch in Trolls, Trolls - Missione vacanze, Trolls World Tour, Trolls - Buona feste in armonia, Trolls 3 - Tutti insieme
- Bubu in L'orso Yoghi
- Arthur Pendragon in Shrek terzo
- Se stesso ne I Simpson
- Paul in The Cleveland Show

## Doppiatori italiani
Nelle versioni in italiano delle opere in cui ha recitato, Timberlake è stato doppiato da:
- Andrea Mete in Edison City, Alpha Dog, Open Road - La strada per ricominciare, Amici di letto, In Time, Di nuovo in gioco, Runner, Runner, Palmer, Candy - Morte in Texas
- Gabriele Lopez in The Social Network, A proposito di Davis
- David Chevalier in Bad Teacher - Una cattiva maestra, Reptile
- Patrizio Cigliano in Black Snake Moan
- Emiliano Coltorti in Southland Tales - Così finisce il mondo
- Corrado Conforti in Love Guru
- Alessandro Campaiola in Vite da popstar
- Stefano Crescentini in La ruota delle meraviglie - Wonder Wheel

Da doppiatore è sostituito da:
- Stash Fiordispino in Trolls World Tour, Trolls 3 - Tutti insieme
- Flavio Aquilone in Shrek terzo
- Emiliano Coltorti in L'orso Yoghi
- Alessio Bernabei in Trolls
- Simone Crisari in Piece by Piece